# Provincias del Perú

Mapa de las actuales provincias del Perú.

En el ordenamiento jurídico del Perú, las provincias son subdivisiones de los departamentos. Son las circunscripciones político-administrativos de segundo orden, por detrás de los departamentos y por delante de los distritos y centros poblados.
El gobierno de cada provincia está a cargo de una municipalidad provincial encabezada por un alcalde elegido por sufragio universal cada cuatro años.
La Constitución Política de la República Peruana de 1823, formalizó esta división política. Los «partidos» de la época virreinal se convirtieron en provincias. En 1824 se crearon 7 departamentos divididos en 56 provincias.
El 22 de abril de 1857 la provincia del Callao es elevada al nivel de Provincia Constitucional por el gobierno de Ramón Castilla, siendo la única que logró este estatus legal de autonomía interna. Sin embargo siguió formando parte del departamento de Lima hasta el 2002 cuando, dentro del proceso de regionalización impulsado por el gobierno de Alejandro Toledo Manrique, la Provincia Constitucional del Callao adquirió mayor autonomía y fue dotada de un gobierno regional propio.
El 10 de abril de 2014 se creó la provincia de Putumayo, la última en ser creada, está ubicada en el departamento de Loreto. Con dicha provincia se tiene un total de 196 provincias.

## Distribución
| Departamento  | Ubigeo | Escudo | Provincias |
| ------------- | ------ | ------ | --- |
| Amazonas      | 01     |        | • Chachapoyas • Bagua • Bongará • Condorcanqui • Luya • Rodríguez de Mendoza • Utcubamba (7 provincias) |
| Áncash        | 02     |        | • Aija • Antonio Raymondi • Asunción • Bolognesi • Carhuaz • Carlos F. Fitzcarrald • Casma • Corongo • Huaraz • Huari • Huarmey • Huaylas • Mariscal Luzuriaga • Ocros • Pallasca • Pomabamba • Recuay • Santa • Sihuas • Yungay (20 provincias) |
| Apurímac      | 03     |        | • Abancay • Antabamba • Aymaraes • Cotabambas • Grau • Chincheros • Andahuaylas (7 provincias) |
| Arequipa      | 04     |        | • Arequipa • Camaná • Caravelí • Castilla • Caylloma • Condesuyos • Islay • La Unión (8 provincias) |
| Ayacucho      | 05     |        | • Cangallo • Huanta • Huamanga • Huanca Sancos • La Mar • Lucanas • Parinacochas • Páucar del Sara Sara • Sucre • Víctor Fajardo • Vilcashuamán (11 provincias)                                                                                  |
| Cajamarca     | 06     |        | • Cajamarca • Cajabamba • Celendín • Chota • Contumazá • Cutervo • Hualgáyoc • Jaén • San Ignacio • San Marcos • San Miguel • San Pablo • Santa Cruz (13 provincias)                                                                             |
| Callao        | 07     |        | • Callao (1 provincia) |
| Cuzco         | 08     |        | • Cuzco • Acomayo • Anta • Calca • Canas • Canchis • Chumbivilcas • Espinar • La Convención • Paruro • Paucartambo • Quispicanchi • Urubamba (13 provincias)                                                                                     |
| Huancavelica  | 09     |        | • Huancavelica • Acobamba • Angaraes • Castrovirreyna • Churcampa • Huaytará • Tayacaja (7 provincias) |
| Huánuco       | 10     |        | • Huánuco • Ambo • Dos de Mayo • Huacaybamba • Huamalíes • Leoncio Prado • Marañón • Pachitea • Puerto Inca • Lauricocha • Yarowilca (11 provincias)                                                                                             |
| Ica           | 11     |        | • Ica • Chincha • Nazca • Palpa • Pisco (5 provincias) |
| Junín         | 12     |        | • Chanchamayo • Chupaca • Concepción • Huancayo • Jauja • Junín • Satipo • Tarma • Yauli (9 provincias) |
| La Libertad   | 13     |        | • Ascope • Bolívar • Chepén • Gran Chimú • Julcán • Otuzco • Pacasmayo • Pataz • Sánchez Carrión • Santiago de Chuco • Trujillo • Virú (12 provincias)                                                                                           |
| Lambayeque    | 14     |        | • Chiclayo • Ferreñafe • Lambayeque (3 provincias) |
| Lima          | 15     |        | • Barranca • Cajatambo • Canta • Cañete • Huaral • Huarochirí • Huaura • Lima • Oyón • Yauyos (10 provincias) |
| Loreto        | 16     |        | • Putumayo • Alto Amazonas • Datem del Marañón • Loreto • Mariscal Ramón Castilla • Maynas • Requena • Ucayali (8 provincias) |
| Madre de Dios | 17     |        | • Tambopata • Manu • Tahuamanu (3 provincias) |
| Moquegua      | 18     |        | • General Sánchez Cerro • Ilo • Mariscal Nieto (3 provincias) |
| Pasco         | 19     |        | • Pasco • Daniel A. Carrión • Oxapampa (3 provincias) |
| Piura         | 20     |        | • Ayabaca • Huancabamba • Morropón • Paita • Piura • Sechura • Sullana • Talara (8 provincias) |
| Puno          | 21     |        | • Puno • Azángaro • Carabaya • Chucuito • El Collao • Huancané • Lampa • Melgar • San Antonio de Putina • San Román • Sandia • Yunguyo • Moho (13 provincias)                                                                                    |
| San Martín    | 22     |        | • Bellavista • El Dorado • Huallaga • Lamas • Mariscal Cáceres • Moyobamba • Picota • Rioja • San Martín • Tocache (10 provincias) |
| Tacna         | 23     |        | • Tacna • Candarave • Jorge Basadre • Tarata (4 provincias) |
| Tumbes        | 24     |        | • Tumbes • Zarumilla • Contralmirante Villar (3 provincias) |
| Ucayali       | 25     |        | • Coronel Portillo • Atalaya • Padre Abad • Purús (4 provincias) |

## Récords y datos de las provincias
- Provincia más extensa: Maynas - 73931 km².
- Provincia menos extensa: Callao 146.72 km².
- Provincia más poblada: Lima - 9177629 hab.
- Provincia menos poblada: Purús- 5000 hab.
- Provincia más densamente poblada: Callao 16877 hab/km².
- Provincia menos densamente pobladas: Purús - 0.16 hab/km².
- Provincia con el nombre más largo: Carlos Fermín Fitzcarrald.
- Provincias con los nombres más cortos: Ilo y Ica
- Provincia con más IDH: Lima. 0.821 puntos, similar de desarrollado a México
- Provincia con menos IDH: Huaytará. 0.314 puntos, similar de desarrollado a Sudán del Sur (país menos desarrollado del mundo)
- Provincia con menos pobreza: provincia de Lima.
- Provincia con más pobreza: Huancavelica.
- Provincia con el punto geográfico más alto: Carhuaz y Yungay (nevado Huascarán) 6768 m.s.n.m
- Provincia con el punto geográfico más bajo: Sechura (depresión de Sechura) -34 m.s.n.m
- Provincia con la ciudad más alta: San Antonio de Putina  (La Rinconada) 5100 m.s.n.m
- Provincia con la ciudad más baja: Callao (Callao) 5 m.s.n.m
- Provincia en crearse última: Putumayo 10 de mayo de 2014 (11 años).